# Made for Lovin' You
"Made for Lovin' You" é uma canção da cantora e compositora pop Anastacia. Foi lançada em 2001, como single promocional do seu álbum de estreia Not That Kind.

## Videoclipe
O vídeo consiste nas actuações ao vivo que Anastacia deu na sua estreia de carreira. É uma montagem de várias cenas do Rock Am Ring e Rock Im Park, festival alemão onde a cantora participou em 2001. O vídeo mostra também outras aparências públicas de Anastacia.

## Faixas e formatos
- Europeu CD single

1. "Made for Lovin' You" 3:38
2. "I Ask of You" 4:27

- Espanhol promocional CD single (Honda TV)

1. "Made for Lovin' You" [Versão do Álbum] 3:38
2. "I'm Outta Love" [Hex Hector Radio Mix / Nuevo Remix 2001]

- Reino Unido promocional single (Honda TV)

1. "Made for Lovin' You" [Tin Tin Out Radio Remix] 3:55
2. "Made for Lovin' You" [Versão do Álbum] 3:38

- Reino Unido CD single

1. "Made for Lovin' You" [Versão do Álbum] 3:38
2. "Made for Lovin' You" [Tin Tin Out Radio Remix] 3:55
3. "Underdog" 4:56
4. "Made for Lovin' You" [Vídeo]

## Versões oficiais
- Versão do Álbum - 3:38
- Tin Tin Out Radio Remix - 3:55
- ATFC Instrumental
- ATFC Vocal Mix - 7:40

## Posições
| Tabelas musicais (2001) | Melhor posição |
| ----------------------- | -------------- |
| French Singles Chart    | 72             |
| UK Singles Chart        | 27             |